# Lista de deputados estaduais do Paraná da 19.ª legislatura
Esta é a lista de deputados estaduais do Paraná para a legislatura 2019–2023. Nas eleições estaduais no Paraná em 2018, em 7 de outubro de 2018, foram eleitos 54 deputados estaduais, destes, 33 foram reeleitos. O Delegado Francischini (PSL), com mais de 400 mil votos. tornou-se o deputado estadual mais votado da história do Paraná, porém teve seu mandato cassado em 28 de outubro de 2021 por espalhar fake news sobre a urna eletrônica e o sistema de votação. Outros 3 deputados eleitos pelo PSL, beneficiados pelo quociente eleitoral obtido com os votos de Francischini, também perderam suas vagas.

## Composição das bancadas
| Partido      | Líder                 | Bancada | Posição      |
| ------------ | --------------------- | ------- | ------------ |
| PSD          | Mauro Moraes          | 17 / 54 | Governo      |
| UNIÃO        | Wilmar Reichembach    | 7 / 54  | Governo      |
| PP           | Maria Victoria Barros | 6 / 54  | Governo      |
| PT           | Tadeu Veneri          | 5 / 54  | Oposição     |
| PL           | Marcel Micheletto     | 5 / 54  | Governo      |
| Republicanos | Alexandre Amaro       | 4 / 54  | Governo      |
| PSDB         | Michele Caputo        | 3 / 54  | Governo      |
| PROS         | Sol. Marcos Fruet     | 2 / 54  | Independente |
| MDB          | Antônio Anibelli Neto | 2 / 54  | Governo      |
| DC           | Coronel Lee           | 1 / 54  | Independente |
| Cidadania    | Douglas Fabrício      | 1 / 54  | Independente |
| PDT          | Goura Nataraj         | 1 / 54  | Oposição     |

## Deputados Estaduais
| Nome                       | Partido      | Coligação                                                         | Votos nominais  | Notas                                                           | Ref.        |
| -------------------------- | ------------ | ----------------------------------------------------------------- | --------------- | --------------------------------------------------------------- | ----------- |
| Alexandre Curi             | PSD          | Paraná Firme PP - PTB - DEM - PSDB - PSB                          | 147.565 (2,59%) | Eleito pelo PSB.                                                | [ 1 ]       |
| Professor Lemos            | PT           | PT                                                                | 84.892 (1,49%)  |                                                                 | [ 1 ]       |
| Requião Filho              | PT           | MDB                                                               | 82.652 (1,45%)  | Eleito pelo MDB.                                                | [ 1 ]       |
| Tiago Amaral               | PSD          | Paraná Firme PP - PTB - DEM - PSDB - PSB                          | 79.455 (1,39%)  | Eleito pelo PSB.                                                | [ 1 ]       |
| Luiz Cláudio Romanelli     | PSD          | Paraná Firme PP - PTB - DEM - PSDB - PSB                          | 73.383 (1,29%)  | Eleito pelo PSB.                                                | [ 1 ]       |
| Tadeu Veneri               | PT           | PT                                                                | 69.320 (1,22%)  |                                                                 | [ 1 ]       |
| Guto Silva                 | PP           | Inova Paraná PSC - PSD                                            | 66.412 (1,17%)  | Eleito pelo PSD.                                                | [ 1 ]       |
| Evandro Araújo             | PSD          | Inova Paraná PSC - PSD                                            | 64.767 (1,14%)  | Eleito pelo PSC.                                                | [ 1 ]       |
| Paulo Litro                | PSD          | Paraná Firme PP - PTB - DEM - PSDB - PSB                          | 61.791 (1,08%)  | Eleito pelo PSDB.                                               | [ 1 ]       |
| Delegado Jacovós           | PL           | PRB - PHS - PR - AVANTE                                           | 61.310 (1,08%)  | O partido mudou de nome, antes se chamava PR.                   | [ 1 ]       |
| Gilberto Ribeiro           | PL           | Paraná Firme PP - PTB - DEM - PSDB - PSB                          | 60.540 (1,06%)  | Eleito pelo PP.                                                 | [ 1 ]       |
| Marcio Nunes               | PSD          | Inova Paraná PSC - PSD                                            | 59.192 (1,04%)  |                                                                 | [ 1 ]       |
| Coronel Lee                | DC           | Endireita Paraná PSL - PTC - PATRI                                | 58.343 (1,02%)  | Eleito pelo PSL.                                                | [ 1 ]       |
| Artagão Junior             | PSD          | Paraná Firme PP - PTB - DEM - PSDB - PSB                          | 57.385 (1,01%)  | Eleito pelo PSB.                                                | [ 1 ]       |
| Tião Medeiros              | PP           | Paraná Firme PP - PTB - DEM - PSDB - PSB                          | 54.276 (0,95%)  | Eleito pelo PTB.                                                | [ 1 ]       |
| Michele Caputo             | PSDB         | Paraná Firme PP - PTB - DEM - PSDB - PSB                          | 51.246 (0,90%)  |                                                                 | [ 1 ]       |
| Maria Victoria             | PP           | Paraná Firme PP - PTB - DEM - PSDB - PSB                          | 50.414 (0,88%)  |                                                                 | [ 1 ]       |
| Alexandre Amaro            | Republicanos | PRB - PHS - PR - AVANTE                                           | 49.565 (0,87%)  | O partido mudou de nome, antes se chamava PRB.                  | [ 1 ]       |
| Cristina Silvestri         | PSDB         | PPS                                                               | 48.805 (0,86%)  | Eleita pelo Cidadania.                                          | [ 1 ]       |
| Cobra Repórter             | PSD          | Inova Paraná PSC - PSD                                            | 46.983 (0,82%)  |                                                                 | [ 1 ]       |
| Anibelli Neto              | MDB          | MDB                                                               | 46.713 (0,22%)  |                                                                 | [ 1 ]       |
| Gilson de Souza            | PL           | Inova Paraná PSC - PSD                                            | 46.116 (0,81%)  | Eleito pelo PSC.                                                | [ 1 ]       |
| Tercilio Turini            | PSD          | PPS                                                               | 46.106 (0,81%)  | Eleito pelo Cidadania.                                          | [ 1 ]       |
| Luiz Carlos Martins        | PP           | Paraná Firme PP - PTB - DEM - PSDB - PSB                          | 44.001 (0,77%)  |                                                                 | [ 1 ]       |
| Ademar Traiano             | PSD          | Paraná Firme PP - PTB - DEM - PSDB - PSB                          | 43.601 (0,77%)  | Eleito pelo PSDB.                                               | [ 1 ]       |
| Marcel Micheletto          | PL           | PRB - PHS - PR - AVANTE                                           | 43.177 (0,76%)  | O partido mudou de nome, antes se chamava PR.                   | [ 1 ]       |
| Rodrigo Estacho            | PSD          | PV                                                                | 43.088 (0,76%)  | Eleito pelo PV.                                                 | [ 1 ]       |
| Homero Marchese            | Republicanos | Firme e Forte, Unidos pelo Paraná PROS - PMB - PMN                | 42.154 (0,74%)  | Eleito pelo PROS.                                               | [ 1 ]       |
| Jonas Guimarães            | PSD          | Paraná Firme PP - PTB - DEM - PSDB - PSB                          | 41.919 (0,74%)  | Eleito pelo PSB.                                                | [ 1 ]       |
| Douglas Fabrício           | Cidadania    | PPS                                                               | 40.763 (0,72%)  | O partido mudou de nome, antes se chamava PPS.                  | [ 1 ]       |
| Mauro Moraes               | PSD          | Inova Paraná PSC - PSD                                            | 39.576 (0,69%)  |                                                                 | [ 1 ]       |
| Boca Aberta Junior         | PROS         | Unidos pelo Paraná PRTB - PRP                                     | 39.495 (0,69%)  | Eleito pelo PRTB.                                               | [ 1 ]       |
| Marcio Pacheco             | Republicanos | Coligação do Bem e da Verdade Para Mudar o Paraná REDE - DC - PPL | 39.323 (0,69%)  | Eleito pelo PPL, passou também pelo PDT.                        | [ 1 ]       |
| Francisco Bührer           | PSD          | Inova Paraná PSC - PSD                                            | 38.873 (0,68%)  |                                                                 | [ 1 ]       |
| Nelson Justus              | UNIÃO        | Paraná Firme PP - PTB - DEM - PSDB - PSB                          | 38.349 (0,67%)  | Eleito pelo DEM.                                                | [ 1 ]       |
| Adelino Ribeiro            | PSD          | Unidos pelo Paraná PRTB - PRP                                     | 37.835 (0,66%)  | 1º suplente eleito pelo PRP, passou também pelo PATRI.          | [ 3 ]       |
| Goura                      | PDT          | Paraná: Sustentável, Justo e Soberano PDT - SOLIDARIEDADE         | 37.366 (0,66%)  |                                                                 | [ 1 ]       |
| Delegado Fernando Martins  | Republicanos | Endireita Paraná PSL - PTC - PATRI                                | 36.937 (0,65%)  | Eleito pelo PSL.                                                | [ 1 ]       |
| Arilson Chiorato           | PT           | PT                                                                | 36.494 (0,64%)  |                                                                 | [ 1 ]       |
| Plauto Miró                | UNIÃO        | Paraná Firme PP - PTB - DEM - PSDB - PSB                          | 36.332 (0,64%)  | Eleito pelo DEM.                                                | [ 1 ]       |
| Reichembach                | UNIÃO        | Inova Paraná PSC - PSD                                            | 35.751 (0,63%)  | Eleito pelo PSC.                                                | [ 1 ]       |
| Nereu Moura                | MDB          | MDB                                                               | 35.479 (0,62%)  |                                                                 | [ 1 ]       |
| Soldado Fruet              | PROS         | Firme e Forte, Unidos pelo Paraná PROS - PMB - PMN                | 35.231 (0,62%)  |                                                                 | [ 1 ]       |
| Mabel Canto                | PSDB         | Inova Paraná PSC - PSD                                            | 35.036 (0,62%)  | Eleita pelo PSC.                                                | [ 1 ]       |
| Soldado Adriano José       | PP           | PV                                                                | 33.757 (0,59%)  | Eleito pelo PV.                                                 | [ 1 ]       |
| Luiz Fernando Guerra       | UNIÃO        | Endireita Paraná PSL - PTC - PATRI                                | 32.216 (0,57%)  | Eleito pelo PSL.                                                | [ 1 ]       |
| Elio Rusch                 | UNIÃO        | Paraná Firme PP - PTB - DEM - PSDB - PSB                          | 32.001 (0,56%)  | Eleito pelo DEM.                                                | [ 1 ]       |
| Dr. Batista                | UNIÃO        | Firme e Forte, Unidos pelo Paraná PROS - PMB - PMN                | 31.315 (0,55%)  | Eleito pelo PMN.                                                | [ 1 ]       |
| Luciana Rafagnin           | PT           | PT                                                                | 30.931 (0,54%)  |                                                                 | [ 1 ]       |
| Nelson Luersen             | UNIÃO        | Paraná: Sustentável, Justo e Soberano PDT - SOLIDARIEDADE         | 28.877 (0,51%)  | Eleito pelo PDT.                                                | [ 1 ]       |
| Missionário Ricardo Arruda | PL           | Endireita Paraná PSL - PTC - PATRI                                | 27.574 (0,48%)  | Eleito pelo PSL.                                                | [ 1 ]       |
| Paulo Roberto Galo         | PP           | PODE                                                              | 26.210 (0,46%)  | Eleito pelo PP.                                                 | [ 1 ]       |
| Ademir Bier                | PSD          | Inova Paraná PSC - PSD                                            | 26.015 (0,46%)  | 3º suplente, assumiu após a morte do Delegado Recalcatti (PSD). | [ 1 ] [ 4 ] |
| Pedro Paulo Bazana         | PSD          | PV                                                                | 21.145 (0,37%)  | Eleito pelo PV.                                                 | [ 1 ]       |

## Mortes
| Nome                | Partido | Coligação              | votos nominais | Notas                                      | Ref   |
| ------------------- | ------- | ---------------------- | -------------- | ------------------------------------------ | ----- |
| Delegado Recalcatti | PSD     | Inova Paraná PSC - PSD | 35.348         | Morreu em 9 de abril de 2021, em Curitiba. | [ 5 ] |

## Cassações
| Nome                  | Partido | Coligação                          | votos nominais  | Notas                                                                                     | Ref   |
| --------------------- | ------- | ---------------------------------- | --------------- | ----------------------------------------------------------------------------------------- | ----- |
| Delegado Francischini | PSL     | Endireita Paraná PSL - PTC - PATRI | 427.749 (7,51%) | Cassado por disseminação de fake news sobre fraude nas urnas durante as eleições de 2018. | [ 6 ] |
| Subtenente Everton    | PSL     | Endireita Paraná PSL - PTC - PATRI | 13.047          | Cassado por abuso de poder econômico nas eleições de 2018.                                | [ 7 ] |

## Deputados que perderam as vagas após a cassação de Fernando Francischini
| Nome           | Partido | Coligação                          | votos nominais | Notas                                                             | Ref         |
| -------------- | ------- | ---------------------------------- | -------------- | ----------------------------------------------------------------- | ----------- |
| Paulo do Carmo | PSL     | Endireita Paraná PSL - PTC - PATRI | 17.695 (0,31%) |                                                                   |             |
| Emerson Bacil  | PSL     | Endireita Paraná PSL - PTC - PATRI | 17.626 (0,31%) |                                                                   | [ 1 ]       |
| Cassiano Caron | PSL     | Endireita Paraná PSL - PTC - PATRI | 10.981 (0,19%) | 1º suplente, assumiu após a cassação do Subtenente Everton (PSL). | [ 8 ] [ 9 ] |